# Montcharvot
Montcharvot és un municipi francès situat al departament de l'Alt Marne i a la regió del Gran Est. L'any 2007 tenia 38 habitants.

## Demografia

### Població
El 2007 la població de fet de Montcharvot era de 38 persones. Hi havia 20 famílies de les quals 12 eren unipersonals (12 dones vivint soles i 12 dones vivint soles), 4 parelles amb fills i 4 famílies monoparentals amb fills.
La població ha evolucionat segons el següent gràfic:
Habitants censats

### Habitatges
El 2007 hi havia 38 habitatges, 21 eren l'habitatge principal de la família, 9 eren segones residències i 8 estaven desocupats. Tots els 38 habitatges eren cases. Dels 21 habitatges principals, 15 estaven ocupats pels seus propietaris, 5 estaven llogats i ocupats pels llogaters i 1 estava cedit a títol gratuït; 2 tenien dues cambres, 5 en tenien tres, 9 en tenien quatre i 5 en tenien cinc o més. 15 habitatges disposaven pel capbaix d'una plaça de pàrquing. A 11 habitatges hi havia un automòbil i a 8 n'hi havia dos o més.

### Piràmide de població
La piràmide de població per edats i sexe el 2009 era:
| Homes | Edats   | Dones |
| ----- | ------- | ----- |
| 0     | 95 o +  | 0     |
| 0     | 90 a 94 | 0     |
| 0     | 85 a 89 | 0     |
| 0     | 80 a 84 | 0     |
| 0     | 75 a 79 | 0     |
| 0     | 70 a 74 | 4     |
| 4     | 65 a 69 | 0     |
| 0     | 60 a 64 | 8     |
| 0     | 55 a 59 | 0     |
| 4     | 50 a 54 | 0     |
| 0     | 45 a 49 | 0     |
| 0     | 40 a 44 | 0     |
| 4     | 35 a 39 | 4     |
| 0     | 30 a 34 | 0     |
| 0     | 25 a 29 | 0     |
| 0     | 20 a 24 | 0     |
| 0     | 15 a 19 | 0     |
| 0     | 10 a 14 | 0     |
| 4     | 5 a 9   | 0     |
| 0     | 0 a 4   | 4     |

## Economia
El 2007 la població en edat de treballar era de 26 persones, 12 eren actives i 14 eren inactives. Les 12 persones actives estaven ocupades(7 homes i 5 dones).. De les 14 persones inactives 6 estaven jubilades, 2 estaven estudiant i 6 estaven classificades com a «altres inactius».

## Poblacions més properes
El següent diagrama mostra les poblacions més properes.